# 蒙泰罗索阿尔莫
蒙泰罗索阿尔莫（義大利語：Monterosso Almo），是意大利拉古萨省的一个市镇。总面积56.3平方公里，人口3257人，人口密度57.9人/平方公里（2009年）。ISTAT代码为088007。